# Филипсен, Йеспер
Йеспер Филипсен (нем. Jasper Philipsen; род. 2 марта 1998, в городке Мол,  область Фландрия, Бельгия)  — бельгийский  профессиональный шоссейный велогонщик.

## Карьера
С 2019 по 2020 год выступал за команду мирового тура «UAE Team Emirates». С 2021 года выступает за команду  «Alpecin-Deceuninck».

## Достижения
2017
Триптик де Мон
1-й в генеральной классификации
2-й этап
Джиробио
1-й в очковой классификации
4-й этап
2-й этап на Тур Эльзаса
5-й этап на Олимпия Тур
2-й на ЗЛМ Тур
2018
Триптик де Мон
1-й в генеральной классификации
1-й в очковой классификации
1-й и 2-й этапы
Гйельне Гутуэр
4-й этап на Тур Юты
3-й этап на Джиробио
3-й на Три дня Де-Панне
4-й на Тур де Еврометрополь
6-й на Гран-при Ефа Схеренса
8-й на Гран-при Импанис–Ван Петегем
2019
5-й этап на Тур Даун Андер
2-й на Гран-при Фурми
2-й на Хейстсе Пейл
3-й на Нокере Курсе
3-й на Елфстеденронде
3-й на Классика Брюсселя
6-й на Тур Бельгии
9-й на Схелдепрейс
2020
1-й в очковой классификации на Тур Даун Андер
15-й этап на Вуэльта Испании
1-й этап на БинкБанк Тур
3-й этап на Тур Лимузена
5-й Схелдепрейс
5-й Классика Брюсселя
9-й Дрёйвенкурс Оверейсе
2021
Эшборн — Франкфурт
Схелдепрейс
Гран-при Денена
Чемпионат Фландрии
Париж — Шони
Вуэльта Испании
2-й и 5-й этапы
лидер очковой классификации после 2–3 и 5–7 этапов
Тур Турции
1-й в очковой классификации
6-й и 7-й этапы
2-й на Классика Брюгге — Де-Панне
2022
Тур де Франс
15-й и 21-й этапы
Тур ОАЭ
1-й в очковой классификации
1-й и 5-й этапы
Тур Турции
1-й в очковой классификации
3-й этап
3-й Чемпионат Бельгии по шоссейному велоспорту — групповая гонка
2023
Схелдепрейс
Классика Брюгге — Де-Панне
Тур де Франс
1-й в очковой классификации
3-й, 4-й, 7-й и 11-й этапы
Тур Турции
1-й в очковой классификации
1-й, 2-й, 4-й и 8-й этапы
Тиррено — Адриатико
3-й и 7-й этапы
2-й Париж — Рубе
2024
Милан — Сан-Ремо
Классика Брюгге — Де-Панне
Тур де Франс
10-й, 13-й и 16-й этапы
2-й этап Тиррено — Адриатико
2-й Париж — Рубе
2-й Схелдепрейс
3-й Нокере Курсе
4-й Гент — Вевельгем